# Ignești
Ignești is een Roemeense gemeente in het district Arad.
Ignești telt 775 inwoners.